# سائه‌کی ماتاسابورو
سائه‌کی ماتاسابورو (به ژاپنی: 佐伯 又三郎 さえき またさぶろう)، تولد نامشخص، مرگ ۲۲ سپتامبر ۱۸۶۳، او زمانی که شینسنگومی، میبوروشی نامیده می‌شده، به عنوان دستیار معاون فرمانده خدمت می‌کرد.
گفته می‌شود که او به همراه سایتو هاجیمه در میبوروشی شرکت داشته است. او در مقابل ماتسودایرا کاتاموری، محافظ کیوتو (محافظ کیوتو)، شمشیربازی را به همراه هیرایاما گورو به نمایش گذاشت. او با گروه سریزاوا کامو بود، اما توسط افراد ناشناس در شیمابارا، کیوتو، به قتل رسید.